# 野ばら (童話)
「野ばら」は、小川未明が1922年に発表した短編小説。

## あらすじ
老兵と青年兵が、ある二つの国の国境を見張っていた。老人は大きい国の兵士で、青年は小さい国の兵士であった。国境のしるしの石碑がある野ばらの咲く山の上で暮らしていた二人は親友になるが、二国の間で戦争が勃発。老兵が自分を殺して手柄にしなさいと青年兵に言うが、青年は、どうしてあなたを敵にしなければならないのかと答えて殺すことを拒否し、遠い戦場へ。国境に残った老人は、青年の身の上を案じながら、一人で暮らしていた。終戦後、老人は国境の近くを通りかかった旅人に、小国の兵士は全滅したと教えられた。その夏に野ばらは枯れ、老兵は息子や孫の待つ祖国に帰る。